# Ilvait
Ilvait je kalcijsko-željezoviti mineral iz grupe sorosilikata, s kemijskom formulom: CaFe2+2Fe3+Si2O7(OH). Prisutne su manganske i magnezijske zamjene u kemijskom sastavu. 
Ilvait kristalizira u rompskom kristalnom sustavu i ima crne prizmatične i stupićaste kristale. Neproziran (opáki) je, crn do smeđecrn, ponekad siv. Tvrdoća mu je 5.5 do 6, a specifična gustoća 3.8-4.1. Strukturno je povezan s lawsonitom.
To je tipičan kontaktno-metasomatski mineral. Ima ga u lavama i skarnovima. Također ga nalazimo u sijenitima, ali u manjim količinama. Dolazi uz augit i amfibole, arsenopirit, pirit...
Ilvait je prvi put opisan 1811. godine na otoku Elbi, a ime mu dolazi od latinskog naziva za taj otok, Ilva. Poznatija nalazišta su također Serifos, Grčka; Idaho, SAD i Grenland.
Neki ga još nazivaju jenit ili livrit.

## Vanjske povezice
- Mineral Galleries (engl.)
- Webmineral (engl.)
- Mindat (engl.)